# Werner Jörg Lüddecke
Werner Jörg Lüddecke, Pseudonym Lennart Boss und Robert Crain (geboren 10. Juni 1912 in Hannover; gestorben 8. Mai 1986 in Ascona im Kanton Tessin) war ein deutscher Schriftsteller und Drehbuchautor. Er verfasste Romane, darunter Kriminalromane, Hörspiele, Erzählungen und satirische Schriften.

## Leben
Wenngleich in Hannover geboren, wuchs Werner Jörg Lüddecke in Kassel auf, wo er das Realgymnasium besucht und anschließend dort auch eine Ausbildung zum Zeitungsredakteur durchlief. Anschließend arbeitete er als Lektor in Kassel, Dresden und Berlin.
Verschiedentlich publizierte Lüddecke in der Satirezeitschrift Simplicissimus.
Zur Zeit des Nationalsozialismus verfasste Lüddecke 1935 das Drehbuch für den Kurz-Dokumentarfilm Nächtlicher Spuk. Anschließend arbeitete er als Steward und Leichtmatrose.
Anfang des Zweiten Weltkrieges galt Lüddecke als Propaganda-Spezialist und wurde 1939 oder am 1. Februar 1940 von der Wehrmacht eingezogen und am 9. April 1940 – zeitgleich mit der Invasion in Norwegen – als Presse- und Propaganda-Reporter zur Kriegsmarine abkommandiert. Er wurde der „MPK West“ zugeordnet und auf Spezialmission nach Trondheim geschickt, um die Berichte der Presse und die Radiosendungen entsprechend dem Verlauf der deutschen Besatzung zu kontrollieren. In der Folge erhielt er als Sonderführer eine Stellung ähnlich dem Rang eines Offiziers und wurde „Fachprüfer Wort“.
Im September 1941 wurde Lüddecke auf eine Spezialmission an Bord des Blockade-Brechers Rio Grande nach Japan gesandt; auf dieser Mission verblieb er bis Ende Juni 1942.
Im August 1942 wurde er auf eine Schulung als Reserveoffizier geschickt, um ihm den Offiziersrang zu verleihen. Dabei fanden die Trainings-Inspektoren jedoch heraus, dass er ein „Nicht-Arier“ war, ein sogenannter „Mischling zweiten Grades“, zu 25 Prozent Jude. Obwohl Lüddecke zuvor erklärt hatte, dass er nur „arische“ Vorfahren gehabt habe, hatten die Inspektoren herausgefunden, dass sein Großvater mütterlicherseits als Jude geboren wurde und später konvertiert war. Möglicherweise hatte Lüddecke das nicht gewusst – seine Offiziersschulung und sein Rang als Sonderführer wurde jedoch sofort gestrichen. Am 3. September 1942 wurde ihm befohlen, der „PEA“ Bericht zu erstatten. Obwohl er seine Aufgabe innerhalb der Propaganda-Truppen schon verloren hatte, bescheinigte ihm seine Einheit einen für seinen geleisteten „Kampfdienst“ begünstigenden Bericht, der Adolf Hitler zur Entscheidung vorgelegt werden sollte. Ungeklärt ist der weitere Fortgang des Falles, er soll aber noch bis 1945 Soldat der Kriegsmarine gewesen sein und kurzzeitig in Kriegsgefangenschaft geraten sein.
In der frühen Nachkriegszeit konnte er mit Genehmigung der Britischen Militärbehörden schon 1945 als Redakteur und Autor beim NWDR tätig werden. Ab 1950 arbeitete er hauptsächlich als Drehbuchautor.
In den 1950er Jahren lebte Lüddecke in Berlin, wo er 1951 zusammen mit Wolfgang Staudte das Drehbuch zu Das Beil von Wandsbek (Regie Falk Harnack), Nachts, wenn der Teufel kam verfasste.
Zu den weiteren zahlreichen Drehbüchern Lüddeckes zählen unter anderem Der 20. Juli 1955 unter der Regie von Harnack realisiert, sowie Nachts, wenn der Teufel kam (1957, Regie Robert Siodmak). Gemeinsam mit Fritz Lang schrieb er die Drehbücher zu der zweiteiligen Neuverfilmung des Romans Das indische Grabmal von Thea von Harbou unter den Titeln Der Tiger von Eschnapur und den 1959 nach der Regie von Fritz Lang erschienenen Film Das indische Grabmal.
Zu seinen schon ab 1943 verfassten zahlreichen Romanen zählt Morituri, der 1963 verfilmt wurde.
Lüddecke unternahm ausgedehnte Reisen und lebte zeitweilig in der Schweiz und in Italien.

## Auszeichnungen
- 1956: Filmband in Silber zusammen mit Günther Weisenborn für das Drehbuch zu Der 20. Juli
- 1957: Preis der deutschen Filmkritik
- 1958: Filmband in Gold für das Drehbuch zu Nachts, wenn der Teufel kam

## Werke
| - 1943: Damals am Kap Coross. Roman, Aufwärts Verlag - 1947: Schatten. Roman, Hamburg: Mölich - 1948: Hokuspokus im Busch. Hannover: Degener - 1952: Der Totosieger. Roman, Berlin: Staneck - 1961: Der Hund vom anderen Stern. Roman, Ehrenwirth - 1963: Morituri. Roman, Hestia Verlag (1965 von Bernhard Wicki verfilmt) - 1964: Donnerstag im Morgengrauen. Heyne 1143 - 1964: Herrenpartie. Filmerzählung, Henschelverlag - 1965: Leben und leben lassen. Kriegsroman, Sigbert Mohn, Gütersloh | - 1970: Blockadebrecher. Köln: Lingen (Neuausgabe von „Morituri“) - 1971: Kreuzfahrt. kelter 197 - 1974: Heimsuchung in Florenz. Bastei 14011 - 1977: Lotos und Asche. Bergisch Gladbach: Bastei-Lübbe - 1981: Büffeltage. Bastei 14121 - 1981: Westfront. Frankfurt am Main: Röderberg - 1983: Sardischer Sommer. Bastei 10270 |

## Filmografie
- 1953: Jonny rettet Nebrador
- 1954: Leuchtfeuer
- 1954: Geständnis unter vier Augen
- 1955: Ein Mann vergißt die Liebe
- 1955: Der 20. Juli
- 1956: Nacht der Entscheidung
- 1957: Nachts, wenn der Teufel kam
- 1957: Madeleine und der Legionär
- 1958: Der Tiger von Eschnapur
- 1958: Das indische Grabmal
- 1963: Herrenpartie
- 1969: Die Engel von St. Pauli
- 1971: Jürgen Roland’s St. Pauli-Report
- 1973: Zinksärge für die Goldjungen
- 1976: Tatort – … und dann ist Zahltag (TV)
- 1979: Balthasar im Stau (TV)
- 1985: Alte Liebe (TV)